# WV24
Le tombeau WV 24 est situé dans l'aile occidentale de la vallée des Rois, dans la nécropole thébaine sur la rive ouest du Nil face à Louxor en Égypte. Il est mentionné par Robert Hay et John Gardner Wilkinson dans les années 1820 et visité par Howard Carter. Cependant il faut attendre 1991 pour qu'il soit entièrement exploré par Otto J. Schaden.
Le tombeau se trouve à l'extrémité de la vallée, très proche de KV25. Il comprend un profond puits rectangulaire et une chambre également rectangulaire.